# Critérium Internacional 2013
El Critérium Internacional 2013 se disputó entre el 23 y el 24 de marzo, sobre un trazado de 275 km divididos en 3 etapas en 2 días, en Porto-Vecchio (Córcega del Sur) y sus alrededores, repitiendo recorrido respecto a la pasada edición.
La prueba perteneció al UCI Europe Tour 2012-2013 dentro de la categoría 2.HC (máxima categoría de estos circuitos).
El ganador final fue Chris Froome tras hacerse con la etapa de montaña consiguiendo una ventaja suficiente como para alzarse con la victoria. Le acompañaron en el podio su compañero de equipo Richie Porte (vencedor de una etapa y de la clasificación por puntos) y Tejay van Garderen (ganador de la clasificación de los jóvenes), respectivamente.
En las otras clasificaciones secundarias se impusieron Jérémy Roy (montaña) y Ag2r La Mondiale (equipos).

## Equipos participantes
Tomaron parte en la carrera 16 equipos: 9 de categoría UCI ProTeam; 6 de categoría Profesional Continental; y 1 de categoría Continental. Formando así un pelotón de 123 ciclistas, con 8 corredores cada equipo (excepto el BMC Racing, FDJ, Team Saxo-Tinkoff, Cofidis, Solutions Crédits y Blanco que salieron con 7). Los equipos participantes fueron:
| Equipo                       | Cód. UCI | Categoría               |
| ---------------------------- | -------- | ----------------------- |
| BMC Racing Team              | BMC      | UCI ProTeam             |
| FDJ                          | FDJ      | UCI ProTeam             |
| Team Saxo-Tinkoff            | TST      | UCI ProTeam             |
| Sky Procycling               | SKY      | UCI ProTeam             |
| Ag2r La Mondiale             | AG2      | UCI ProTeam             |
| RadioShack Leopard           | RLT      | UCI ProTeam             |
| Cofidis, le Crédit en Ligne  | COF      | Profesional Continental |
| Sojasun                      | SAU      | Profesional Continental |
| Team Europcar                | EUC      | Profesional Continental |
| Garmin-Barracuda             | GRM      | UCI ProTeam             |
| Colombia                     | COL      | Profesional Continental |
| Argos-Shimano                | ARG      | UCI ProTeam             |
| Bretagne-Séché Environnement | BSE      | Profesional Continental |
| Blanco                       | BLA      | UCI ProTeam             |
| IAM Cycling                  | IAM      | Profesional Continental |
| La Pomme Marseille           | LPM      | Continental             |

## Etapas
| Etapa | Fecha       | Recorrido                       | km        | Ganador      | Líder        |
| ----- | ----------- | ------------------------------- | --------- | ------------ | ------------ |
| 1ª    | 23 de marzo | Porto-Vecchio-Porto-Vecchio     | 89,5      | Theo Bos     | Theo Bos     |
| 2ª    | 23 de marzo | Porto-Vecchio-Porto-Vecchio     | 6,5 (CRI) | Richie Porte | Richie Porte |
| 3ª    | 24 de marzo | Porto-Vecchio-Col de l’Ospedale | 179       | Chris Froome | Chris Froome |

## Clasificaciones finales

### Clasificación general
| Posición | Ciclista               | Equipo           | Tiempo          |
| -------- | ---------------------- | ---------------- | --------------- |
|          | Christopher Froome     | Sky              | 6 h 55 min 23 s |
| 2        | Richie Porte           | Sky              | a 32 s          |
| 3        | Tejay van Garderen     | BMC Racing       | a 54 s          |
| 4        | Bauke Mollema          | Blanco           | a 1 min         |
| 5        | Jean-Christophe Péraud | Ag2r La Mondiale | a 1 min         |
| 6        | Andrew Talansky        | Garmin Sharp     | a 1 min 8 s     |
| 7        | Maxime Bouet           | Ag2r La Mondiale | a 1 min 33 s    |
| 8        | Pierrick Fédrigo       | FDJ              | a 1 min 37 s    |
| 9        | Johann Tschopp         | IAM              | a 1 min 43 s    |
| 10       | John Gadret            | Ag2r La Mondiale | a 2 min 05 s    |

### Clasificación por puntos
| Posición | Ciclista               | Equipo           | Puntos |
| -------- | ---------------------- | ---------------- | ------ |
|          | Richie Porte           | Sky              | 27     |
| 2        | Chris Froome           | Sky              | 23     |
| 3        | Tejay van Garderen     | BMC Racing       | 17     |
| 4        | Jean-Christophe Péraud | Ag2r La Mondiale | 14     |
| 5        | Andrew Talansky        | Garmin Sharp     | 13     |

### Clasificación de la montaña
| Posición | Ciclista        | Equipo                       | Puntos |
| -------- | --------------- | ---------------------------- | ------ |
|          | Jérémy Roy      | FDJ                          | 22     |
| 2        | Francis Mourey  | FDJ                          | 12     |
| 3        | Chris Froome    | Sky                          | 6      |
| 4        | Arnaud Gérard   | Bretagne-Séché Environnement | 6      |
| 5        | Thomas Voeckler | Europcar                     | 6      |

### Clasificación de los jóvenes
| Posición | Ciclista           | Equipo             | Puntos          |
| -------- | ------------------ | ------------------ | --------------- |
|          | Tejay van Garderen | BMC Racing         | 6 h 56 min 17 s |
| 2        | Andrew Talansky    | Garmin Sharp       | a 14 s          |
| 3        | Romain Bardet      | Ag2r La Mondiale   | a 1 min 24 s    |
| 4        | Bob Jungels        | RadioShack Leopard | a 2 min 36 s    |
| 5        | Antoine Lavieu     | La Pomme Marseille | a 4 min 46 s    |

### Clasificación por equipos
| Posición | Equipo             | Tiempo           |
| -------- | ------------------ | ---------------- |
|          | Ag2r La Mondiale   | 20 h 50 min 32 s |
| 2        | Sky                | a 3 min 21 s     |
| 3        | RadioShack Leopard | a 5 min 04 s     |
| 4        | BMC Racing         | a 6 min 59 s     |
| 5        | IAM                | a 8 min 27 s     |

## Evolución de las clasificaciones
| Etapa (Vencedor)               | Clasificación general | Clasificación por puntos | Clasificación de la montaña | Clasificación de los jóvenes | Clasificación por equipos |
| ------------------------------ | --------------------- | ------------------------ | --------------------------- | ---------------------------- | ------------------------- |
| 1.ª etapa (Theo Bos)           | Theo Bos              | Theo Bos                 | Arnaud Gérard               | Nacer Bouhanni               | Sojasun                   |
| 2.ª etapa (CRI) (Richie Porte) | Richie Porte          | Richie Porte             | Arnaud Gérard               | Tejay van Garderen           | Sky                       |
| 3.ª etapa (Chris Froome)       | Chris Froome          | Richie Porte             | Jérémy Roy                  | Tejay van Garderen           | Ag2r La Mondiale          |
| Final                          | Chris Froome          | Richie Porte             | Jérémy Roy                  | Tejay van Garderen           | Ag2r La Mondiale          |